# Potwór z morza
Potwór z morza (ang. Creature from the Haunted Sea) – horror z 1961, będący parodią takich gatunków jak film szpiegowski, gangsterski, czy monster movie (przede wszystkim Potwora z Czarnej Laguny). Reżyserem filmy jest Roger Corman, a scenariusz stworzył Charles B. Griffith. Kampania promocyjna filmu promowała go nie jako komedię, a thriller, co zrujnowało box office filmu.

## Obsada
- Antony Carbone jako Renzo Capetto
- Betsy Jones-Moreland jako Mary-Belle Monahan
- Robert Towne jako Sparks Moran / Agent XK150 / Narrator
- Beach Dickerson jako Pete Peterson Jr.
- Robert Bean jako Happy Jack Monahan
- Esther Sandoval jako Porcina Perez
- Sonia Noemí González jako Mango Perez
- Edmundo Rivera Álvarez jako General Tostada
- Terry Nevin jako Colonel Cabeza Grande
- Blanquita Romero jako Carmelita Rodriguez
- Jaclyn Hellman jako Agent XK-120